# Muller-Automat
Den Muller-Automat bezeichnet in der Automatentheorie ein 1963 von David E. Muller vorgestelltes Konzept eines ω-Automaten. Dieser Typ – deterministisch wie nichtdeterministisch – hat die gleiche Ausdrucksstärke wie nichtdeterministische Büchi-Automaten. Im Gegensatz dazu wird die Menge der unendlich oft besuchten Zustände genau festgelegt, was präzisere Aussagen zum Akzeptanzverhalten zulässt.

## Muller-Automat zur Worterkennung
Ein nicht-deterministischer Muller-Automat hat die Form {\displaystyle A=(Q,\Sigma ,q_{0},\Delta ,{\mathcal {F}})}. Hierbei gilt:
- {\displaystyle Q} ist die Menge der Zustände, {\displaystyle q_{0}\in Q} ist der Startzustand
- {\displaystyle \Delta \subseteq Q\times \Sigma \times Q} ist die Transitionsrelation
- {\displaystyle {\mathcal {F}}\subseteq 2^{Q}} ist die Tafel, d. h. {\displaystyle {\mathcal {F}}=\lbrace F_{1},\dots ,F_{k}\rbrace } für bestimmte Mengen {\displaystyle F_{1},\dots ,F_{k}\subseteq Q}

Für deterministische Automaten ist die Transitionsrelation eine Funktion {\displaystyle \delta \colon Q\times \Sigma \to Q}, hat also eindeutige Bilder und der Automat damit eindeutige Läufe.
Die Muller-akzeptierbaren ω-Sprachen sind die booleschen Kombinationen der deterministisch-Büchi-erkennbaren ω-Sprachen. Jeder deterministische Büchi-Automat kann als Muller-Automat ausgedrückt werden. Die Klasse der Muller-erkennbaren ω-Sprachen ist also unter booleschen Operationen abgeschlossen. Um zu einem Muller-Automaten einen (nichtdeterministischen) Büchi-Automaten zu konstruieren, lässt man den Büchi-Automaten raten, welches {\displaystyle F_{i}\in {\mathcal {F}}} die richtige Menge ist, die unendlich oft durchlaufen werden muss, und von wann an die Durchläufe beginnen müssen.

### Akzeptanzverhalten
Ein Lauf {\displaystyle \rho } ist erfolgreich, wenn {\displaystyle \operatorname {Inf} (\rho )\in F}, wobei {\displaystyle \operatorname {Inf} (\rho )=\lbrace q\in Q\mid q{\text{ erscheint unendlich oft in }}\rho \rbrace }. Dies nennt man die Muller-Akzeptierung.
{\displaystyle A} akzeptiert ein Wort {\displaystyle \alpha }, wenn ein Lauf von {\displaystyle A} auf {\displaystyle \alpha } erfolgreich ist.
Die Muller-Bedingung lautet: {\displaystyle \operatorname {Inf} (\rho )=F_{i}} für ein {\displaystyle i=1,\dots ,k}
Es muss zur Akzeptierung also eine bestimmte Menge {\displaystyle F_{i}} aus der Tafel {\displaystyle {\mathcal {F}}} unendlich oft komplett durchlaufen werden.

## Muller-Automat zur Baumerkennung
Ein Muller-Baumautomat hat das Format {\displaystyle A=(Q,\Sigma ,q_{0},\Delta ,{\mathcal {F}})}, wobei {\displaystyle \Delta \subseteq Q\times \Sigma \times Q\times Q} und {\displaystyle {\mathcal {F}}} eine Menge von Teilmengen von {\displaystyle Q} ist.
Ein Muller-Baumautomat akzeptiert einen Baum {\displaystyle t}, wenn es einen Lauf {\displaystyle \rho } von {\displaystyle A} auf {\displaystyle t} gibt, so dass auf jedem Pfad von {\displaystyle \rho }  die Menge {\displaystyle M} der unendlich oft vorkommenden Zustände ein Element von {\displaystyle F} ist.